# Enric Nomdedéu i Biosca
Enric Nomdedéu i Biosca   (Reus, 30 de novembre de 1961) és un polític valencià d'origen català, regidor a l'Ajuntament de Castelló de la Plana (2003-2016) i secretari autonòmic d'Ocupació a la Generalitat Valenciana (2016-2023).

## Biografia
Llicenciat en Relacions Industrials per la Universitat d'Alcalá de Henares, més tard va diplomar-se en Relacions Laborals per la Universitat de València i llicenciat en Ciències de Treball per la Universitat Jaume I de Castelló de la Plana.
Nomdedéu milita al Bloc Nacionalista Valencià (BLOC), partit pel qual va ser escollit regidor a l'Ajuntament de Castelló de la Plana per primera vegada a les eleccions de 2003. A les següents va substituir al lider històric del partit a la ciutat Antoni Porcar com a candidat a l'alcaldia i va repetir en les successives de 2011 i 2015, aquesta darrera sota la candidatura de Compromís. En 2015 el seu partit signa un pacte amb el PSPV-PSOE per tal de formar govern i Nomdedéu esdevé vicealcalde de la ciutat fins que renuncia el setembre de 2016 en ser nomenat Secretari Autonòmic d'Ocupació de la Generalitat Valenciana.
Abans però, entre el 2011 i el 2015, va ser també diputat provincial a la Diputació de Castelló on des de l'oposició al govern provincial va destapar diversos casos de malversació: destacant el cas de la depuradora de Borriol, on l'aleshores vicepresident de la Diputació -Francisco Martínez- va utilitzar informació privilegiada per a fer-se amb els terrenys on s'havia de construir la depuradora. I va destapar el pla encobert del PP per privatitzar serveis oncològics.
El setembre de 2016, amb el nou govern de la Generalitat presidit per Ximo Puig amb coalició del PSPV i Compromís, és nomenat responsable de la Secretaria General d'Ocupació i del que fins al moment era conegut com Servei Valencià d'Ocupació i Formació (SERVEF) que durant el mandat d'Enric Nomdedéu passarà a nomenar-se Labora.
També va ser el candidat del Bloc en les eleccions europees de 2009, en coalició amb CiU i PNB entre d'altres, a la llista encapçalada per Ramon Tremosa. Sobre esta candidatura, anomenada Coalició per Europa, el mateix Nomdedéu va considerar que es tractava de la coalició més qüestionada de la història, per l'absència d'alguns dels socis preferents de la seua formació com el PSM-EN o el BNG.
També col·labora a la premsa, escrivint diversos articles d'opinió que després puja al seu blog d'internet. Per la seua tasca com a bloguer, ha participat en jornades sobre el valencià en internet.